# Islandia albo najzimniejsze lato od pięćdziesięciu lat
Islandia albo najzimniejsze lato od pięćdziesięciu lat – trzecia książka autorstwa Piotra Milewskiego. Opowiada ona o podróży po Islandii. Inspiracją dla współczesnej podróży stała się książka morawskiego drukarza Daniela Vettera wydana w 1638 roku pod tytułem „Islandia albo Krótkie opisanie wyspy Islandii” będąca najstarszą polskojęzyczną relacją z Islandii.
Narrator „Islandii albo najzimniejszego lata od pięćdziesięciu lat” wyrusza w podróż dokładnie 400 lat po podróży Daniela Vettera zachęcony lekturą jego dzieła ponownie wydanego przez Towarzystwo Przyjaźni Polsko-Islandzkiej.

## Odbiór
"Islandia" została bardzo dobrze przyjęta przez czytelników i krytyków. Podczas Warszawskich Targów Książki otrzymała Nagrodę Magellana przyznawaną przez redakcję Magazynu Literackiego Кsiążki dla najlepszej książki podróżniczej 2018 r., była także nominowana do Nagrody Travelery magazynu National Geographic Polska.
Polski literaturoznawca z Uniwersytetu Śląskiego w Katowicach prof. Dariusz Rott, znawca twórczości Daniela Vettera, wysoko ocenił „Islandię” Piotra Milewskiego.